# Sphaerodactylus rhabdotus
Espèce
Sphaerodactylus rhabdotus est une espèce de geckos de la famille des Sphaerodactylidae.

## Répartition
Cette espèce se rencontre en République dominicaine et dans la province de Guantánamo à Cuba.

## Publication originale
- Schwartz, 1970 : A new species of gecko (Gekkonidae, Sphaerodactylus) from Hispaniola. Journal of Herpetology, vol. 4, p. 63-67.